# Kléber Laube Pinheiro
Kléber Laube Pinheiro, född 2 maj 1990 i Estância Velha, är en brasiliansk fotbollsspelare.
Kléber spelade 2 landskamper för det Brasilianska landslaget.